# Hagersbach (Kocher)
Der Hagersbach ist ein 2 km langer Bach im Stadtgebiet von Gaildorf im Landkreis Schwäbisch Hall im nordöstlichen Baden-Württemberg, der am Ostrand des Siedlungsbereichs der Stadt von rechts und insgesamt Nordnordosten in den mittleren Kocher mündet. Seine Hauptquellschlucht ist das Nonnenloch.

## Name
Der Bach ist in der Datenbank der amtlichen Gewässerkarte als Hägersbach verzeichnet und an deren Polygonzug auch so beschriftet. Jedoch heißt die am Unterlauf umgebende Flur nach der amtlichen topographischen Karte wie auch nach der Liegenschaftskarte Hager, ein Weg ins Tal Hagerweg, ein querender Unterer Hagerweg. Das Kapitel zu Gaildorf in der Beschreibung des Oberamts Gaildorf von 1852 erwähnt das Gewässer als Hagersbach, das einschlägige Messtischblatt von 1930 beschriftet ihn mit Hagersb. Die von links unten nach rechts oben laufende Beschriftung auf der aktuellen topographischen Karte, gegenüber dem Messtischblatt nordwärts versetzt und gekippt, kann zwar als Hägersb. abgelesen werden. Jedoch scheinen sich dabei ein a des Schriftzuges, ein Bewuchssymbol (waagerechter Doppelpunkt für Wiese) sowie ein Fragment einer bachparallelen Höhenlinie zum Graphem des Umlauts kombiniert zu haben. Die Namensform Hägersbach der amtlichen Gewässerkarte beruht also wohl auf einer Fehlablesung.

## Geographie

### Verlauf
Der Hagersbach entsteht  auf Höhen um 490 m ü. NHN im Nonnenloch, einer Keuperschlucht, die wenig linksseits der Talsteigenstrecke der L 1066 von der Höhe der Limpurger Berge westlich des Gaildorfer Weilers Winzenweiler an der Brandhalde nach Gaildorf selbst hinabführt. Die schon etwas weiter oben im Winkel des letzten Forstwegs, der noch auf der Waldhöhe zu den Windrädern des Naturstromspeichers Gaildorf in den Gewannen Krämersreute und Ladstatt von der Landesstraße abgeht, flacher ansetzende Klinge läuft südwestwärts im Hangwald der Brandhalde eng und steil zu Tale und quert schon nahe dem unteren Hangfuß einen Forstweg, auf dem der Geologische Lehrpfad der Stadt in Richtung zur Krämersreute ansteigt.
Wenig später fließt dem Hagersbach von Norden her auf etwa 375 m ü. NHN sein rechter, unbeständigerer und etwas kürzerer Quellast zu, der oben gewöhnlich in einem Felshalbkessel neben einer sich scharf in diesen hineinlegenden Kurve der am Berghang laufenden Steigenstraße entsteht. Gleich nach dieser Verstärkung tritt der Hagersbach aus dem Wald und wechselt auf südlicheren, schlängeligen, weiterhin von einer Baumgalerie begleiteten Lauf durch eine Wiesenmulde, über der am rechten Hang unter dem Steigenhaus an der Landesstraße Obstbaumwiesen liegen und sich Hecken teils an Terrassierungen quer zum Hanggefälle ziehen. In diesem Talabschnitt zieht sich von der Höhe linksseits die Kohlmannsklinge herab, die bis nahe an den Hagersbach von einem schmalen Waldstreifen markant begleitet wird.
Weiter abwärts überquert ihn die außerörtliche Fortsetzung des Unteren Hagerwegs, danach gleich der ebenfalls als Wirtschaftsweg sich fortsetzende Kirchbergweg. Auf seinen letzten etwa 400 Meter begrenzt seine dort wieder schmale Talrinne eng die östlichen Siedlungsteile der Stadt um den Hölderlinweg, denen gegenüber die Weinhalde links über dem Lauf schon überwiegend zum aufnehmenden Fluss abfällt.
Zuletzt mündet der Hagersbach von rechts und auf etwa 323 m ü. NHN gleich nach dem Unterqueren eines Sandweges von rechts in den Nordostbogen, den der mittlere Kocher am Ostrand von Gaildorf um die breite Eschenau gegenüber schlägt.
Der Hagersbach mündet nach 2 km langem Lauf mit mittleren Sohlgefälle von etwa 85 ‰ ungefähr 167 Höhenmeter unterhalb seines gewöhnlichen Ursprungs im Nonnenloch.

### Einzugsgebiet
Der Hagersbach hat ein ca. 1,7 km² großes Einzugsgebiet, das naturräumlich den Schwäbisch-Fränkischen Waldbergen angehört, mit seinen überwiegenden Höhen- und Hanganteilen im Norden und Osten dem Unterraum Limpurger Berge, mit seinen mündungsnahen dem Unterraum Gaildorfer Becken. Seine höchste Stelle liegt am nördlichsten Punkt auf der eher flachen Hochebene der Berge auf dem 522,1 m ü. NHN hohen Herschel; von dort bis zu einem Wegstrern mit Forsthütte in der Krämersreute auf 511,3 m ü. NHN bleibt die nördliche und dann nordöstliche Wasserscheide durchweg über 511,3 m ü. NHN.
Reihum grenzen die Einzugsgebiete der folgenden Nachbargewässer an:
- Jenseits der prominenten nordnordwestlichen Wasserscheide bis zum Herschel entwässert der Breitwiesenbach den Westabfall der Limpurger Berge über Bilmersbach und Steppach weiter abwärts zum Kocher.
- Im Nordnordwesten liegt das Quellgebiet des Pfannenbach, der rechte Oberlauf des in den Limpurger Bergen viel weiter aufwärts zum Kocher laufenden Eisbachs.
- Im Nordosten läuft ein folgender namenloser rechter Zufluss zum Eisbach.
- Im Südosten sammelt der Dahnbach, letzter großer Bach rechtsseits zum Kocher vor dem Hagersbach, den Abfluss der Gegenseite.
- Hinter der westlichen, ungefähr der Steigenstraße folgenden Wasserscheide bis wieder hinauf auf die Waldhöhe gibt es nur unbedeutende offene Gerinne zum Kocher und vielleicht auch verdolte Zuflüsse aus dem rechtskocherischen Siedlungsgebiet der Stadt Gaildorf.

Das Gebiet ist wegen des großen Flächenanteils der Hochebene und der oberen Hänge stark überwiegend bewaldet. In der offenen Talmulde gibt es dann nur Wiesen und Weiden. Die einzigen Siedlungsplätze darin sind ein Teil des Gaildorfer Wohngebietes östlich des untersten Steigenabschnitts der L 1066 um die Hölderlinstraße und vielleicht auch ein Teil des Anwesens Steigenhaus, das weiter auf halber Steigenhöhe an der anderen Seite der Straße liegt. Das gesamte Gebiet gehört zur Stadt Gaildorf.

### Zuflüsse
Liste der Zuflüsse und  Seen von der Quelle zur Mündung. Gewässerlänge, Einzugsgebiet und Höhe nach den entsprechenden Layern auf der Onlinekarte der LUBW. Andere Quellen für die Angaben sind vermerkt.
Ursprung des Hagersbach auf knapp 490 m ü. NHN im Nonnenloch neben der Steigenkopf der Landesstraße 1066 Winzenweiler–Gaildorf, einer im Winkel des abgehenden Waldwegs zur Krämersreute beginnenden steilen Klinge.
- (Bach vom Herschel), von rechts und Norden auf etwa 375 m ü. NHN am Fuß der Brandhalde am Eintritt des Geologischen Lthrpfades in den Hangwald, ca. 0,6 km und ca. 0,2 km². Entsteht unbeständig auf bis zu 490 m ü. NHN, meist aber erst in einem felsunmstandenen Halbkessel auf etwa 450 m ü. NHN hangseitig des großen Knicks der Landesstraßensteige noch etwas oberhalb des Gaildorfer Steigenhauses. Unbeständig.
- (Bach aus der Kohlmannsklinge), von links und Osten auf etwa 350 m ü. NHN beim isolierten Gebäude Hager Nr. 6, ca. 0,8 km und ca. 0,2 km². Entsteht auf bis etwa 490 m ü. NHN am oberen Westabfall der Krämersreute. Sehr unbeständig.

Mündung des  Hagersbach von rechts und zuletzt Nordnordosten auf etwa 323 m ü. NHN am östlichen Siedlungsrand von Gaildorf nahe der Hölderlinstraße und gegenüber der Eschenau in den Nordostbogen des mittleren Kochers vor Gaildorf. Der Bach ist 2,0 km lang und hat ein ca. 1,7 km² großes Einzugsgebiet.

## Geologie
Der weit überwiegenden Teil des Einzugsgebietes liegt im Mittelkeuper. Die höchste auftretende Schicht sind dessen Obere Bunte Mergel (Mainhardt-Formation), welche beidseits der Wasserscheide auf der Höhe der Limpurger Berge im Norden und Osten liegen. Näher dem Trauf der Hochebene zu liegt innerhalb ein breiter Streifen von Kieselsandstein (Hassberge-Formation), unterhalb dessen die Hänge dann über die Unteren Bunten Mergel (Steigerwald-Formation)  und einen nur schmalen Streifen von Schilfsandstein (Stuttgart-Formation) bis zum  Gipskeuper (Grabfeld-Formation) abfällt, der fast die gesamte andere Hälfte des Gebietes einnimmt.
Der Hägersbach selbst entspringt im Kieselsandstein, seine Quellschlucht Nonnenklinge reicht bis hinunter in den Gipskeuper. Im flacheren Gefälleabschnitt nach der Schlucht läuft er erst in holozänen Schwemmsedimenten, ehe sich der Talgrund vor allem nach rechts weitet und von lössführenden Fließerden bedeckt ist.  Die Talmuldung verengt sich dem Siedlungsrand Gaildorfs entlang wieder und auf den letzten 200 Metern schneidet sich der Hagersbach in den Lettenkeuper (Erfurt-Formation) des Unterkeupers ein, in dessen Schichthöhe er auch mündet.
Es gibt drei Geotope im Einzugsgebiet, alle liegen wenig rechts der Talsteige der L 1066. Oberster Geotop ist ein ehemaliger Steinbruch am Straßenrand in den Oberen Bunten Mergeln und im Kieselsandstein noch nahe dem Steigenkopf, der mittlere neben der Serpentinenkurve des Bachs vom Herschel herab ist ein kleines Amphitheater aus steilen Tonsteinfelsen der Unteren Bunten Mergel, der unterste etwa 100 Meter neben einem  Nebenspurparkplatz an der Seite der Talsteige und wenig mehr vor dem Gaildorfer Ortsrand ist eine Böschung im Gipskeuper, an der zuweilen weiße Gipsbrocken des Mittlerer Gipshorizonts liegen.
Vom Rand Gaildorfs führt durchs Hagersbachtal ein Geologischer Pfad auf die Höhe der Limpurger Berge in Richtung Krämersreute, an dem Geländeanschnitte und ein Dutzend Tafeln am Wegrand die Keuperschichtenfolge erklären.
Von 1753 bis 1899 gab es bei Gaildorf ein Alaun- und Vitriolbergwerk, dessen Haupteingang etwas abwärts der Hagersbachmündung sehr nahe rechts am Kocher unterhalb der heutigen Parkschule lag. Darin wurde 1832 der Schädel eines Mastodonsaurus giganteus gefunden. Alle Eingänge des Bergwerks, in dem der pyrithaltige Unterkeuper angeblich nordwärts bis unterm Steigenhaus und deshalb auch im Hagersbachtal abgebaut wurden, sind heute zugeschüttet. Das Stadtmuseum im Alten Schloss (derzeit – August 2019 – geschlossen) zeigt Exponate. Siehe auch Neues Schloss.

## Schutzgebiete
Mehr oder weniger die unteren Talhänge liegen im Landschaftsschutzgebiet Kochertal mit angrenzenden Höhenzügen. Das 22,0 ha große Wasserschutzgebiet Brandhaldenquellen beidseits der nördlichen Wasserscheide reicht mit seiner südlichen Hälfte bis an die obere Talsteige der L 1066.

### LUBW
Amtliche Online-Gewässerkarte mit passendem Ausschnitt und den hier benutzten Layern: Lauf und Einzugsgebiet des Hagersbachs

Allgemeiner Einstieg ohne Voreinstellungen und Layer: Daten- und Kartendienst der Landesanstalt für Umwelt Baden-Württemberg (LUBW) (Hinweise)
1. 1 2 3 4  Höhe nach dem Höhenlinienbild auf dem Hintergrundlayer Topographische Karte.
2. 1 2  Länge nach dem Layer Gewässernetz (AWGN).
3. ↑  Länge abgemessen auf dem Hintergrundlayer Topographische Karte.
4. 1 2 3  Einzugsgebiet abgemessen auf dem Hintergrundlayer Topographische Karte.
5. ↑  Name Hägersbach nach den Layern Gewässernetz (AWGN) und Gewässername.
6. ↑  Mit anderen Kartenelementen zu ä verfälschtes a des Schriftzuges für den Bach auf dem Hintergrundlayer Topographische Karte.
7. 1 2  Höhe nach schwarzer Beschriftung auf dem Hintergrundlayer Topographische Karte.
8. ↑  Geotope nach dem einschlägigen Layer und nach eigener Anschauung.
9. ↑  Schutzgebiete nach den einschlägigen Layern.

### Andere Belege
1. ↑  Name Hagersbach nach dem Kapitel zu Gaildorf in der Beschreibung des Oberamts Gaildorf von 1852, S. 117.
2. ↑  Name Hagersbach nach
  - Meßtischblatt 6924 Gaildorf von 1930 in der Deutschen Fotothek wie auch
  - Topographischer Atlas des Koenigreichs Württemberg – Blatt Nr XXX Hall (nach Anordnung Nr. 11) (JPG, 15,7 MByte) von 1851.
3. ↑  Wolf-Dieter Sick: Geographische Landesaufnahme: Die naturräumlichen Einheiten auf Blatt 162 Rothenburg o. d. Tauber. Bundesanstalt für Landeskunde, Bad Godesberg 1962. → Online-Karte (PDF; 4,7 MB)
4. ↑  Geologie nach den Layern zu Geologische Karte 1:50.000 auf: Mapserver des Landesamtes für Geologie, Rohstoffe und Bergbau (LGRB) (Hinweise). Etwa dasselbe Bild zeigt die unter → Literatur aufgeführte geologische Karte.
5. ↑  Der Geologische Pfad – Einblicke in die Erggebschichte (Memento des Originals vom 31. Juli 2019 im Internet Archive)  Info: Der Archivlink wurde automatisch eingesetzt und noch nicht geprüft. Bitte prüfe Original- und Archivlink gemäß Anleitung und entferne dann diesen Hinweis., Seite zum Geologischen Pfad auf der Website der Stadt Gaildorf, abgefragt am 23. August 2019.
6. ↑  Ein Bergbaustädtchen mit einigen Besonderheiten (Memento des Originals vom 5. August 2019 im Internet Archive)  Info: Der Archivlink wurde automatisch eingesetzt und noch nicht geprüft. Bitte prüfe Original- und Archivlink gemäß Anleitung und entferne dann diesen Hinweis., Bericht über einen Vortrag von Hellmar Weber über das Gaildorfer Vitriobergwerk auf www.swp.de vom 24. Juni 2013, abgefragt am 5. August 2019. Die Angaben widersprechen etwas der Topographie, denn es ist von einem Stollennetz von „fast tausend Metern“ Länge die Rede und von dessen Erstreckung auch nach Nordwesten, während schon allein die Entfernung zwischen dem Kocherufer und dem Steigenhaus in Luftlinie etwa 1,2 km beträgt.
7. ↑  Artikel Gaildorf –Altgemeinde ~ Teilort bei www.leo-bw.de unter anderem über das Vitriolbergwerk, abgefragt am 5. August 2019.
8. ↑  Seite zum Neuen Rathaus (Memento des Originals vom 31. Juli 2019 im Internet Archive)  Info: Der Archivlink wurde automatisch eingesetzt und noch nicht geprüft. Bitte prüfe Original- und Archivlink gemäß Anleitung und entferne dann diesen Hinweis. auf der Website der Stadt Gaildorf, abgefragt am 5. August 2019.